# Diogmites
Diogmites är ett släkte av tvåvingar. Diogmites ingår i familjen rovflugor.

## Bildgalleri

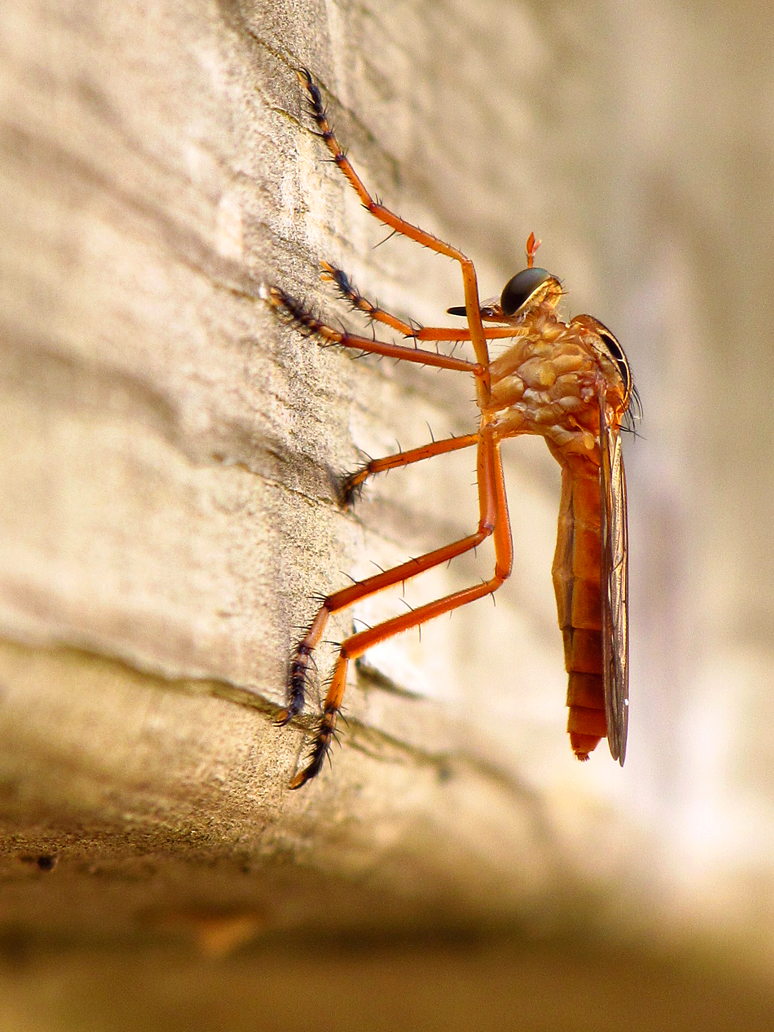
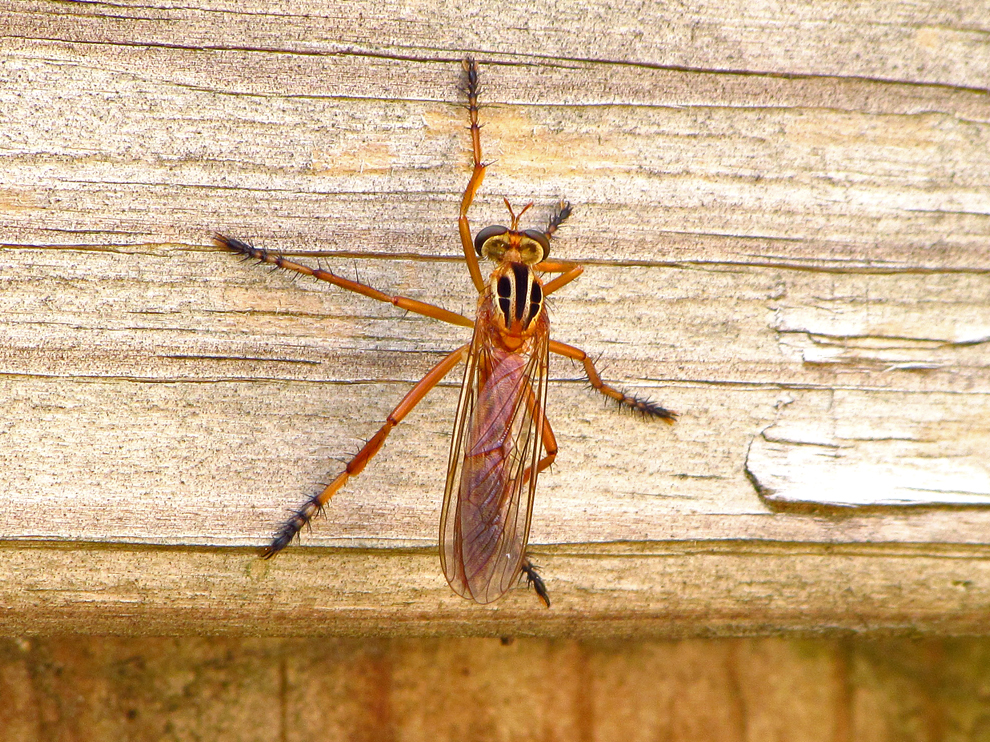
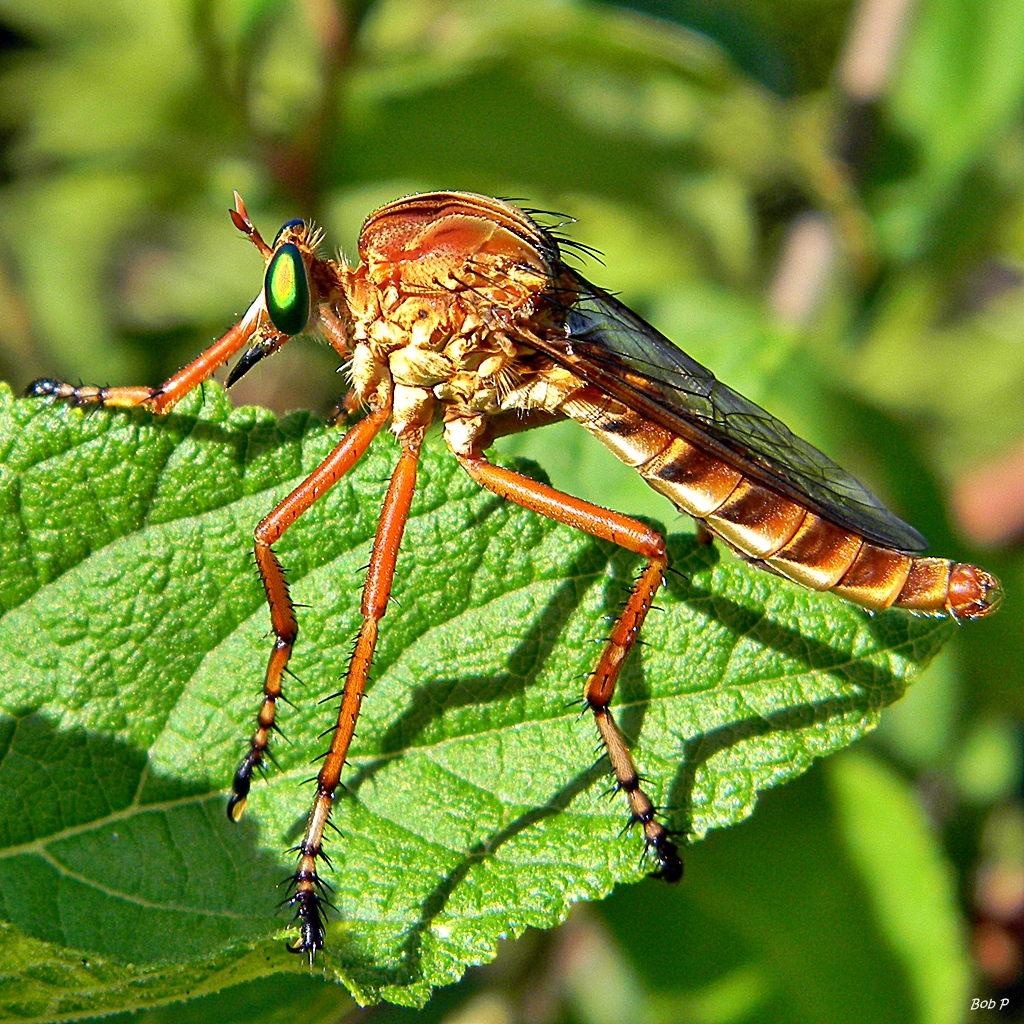
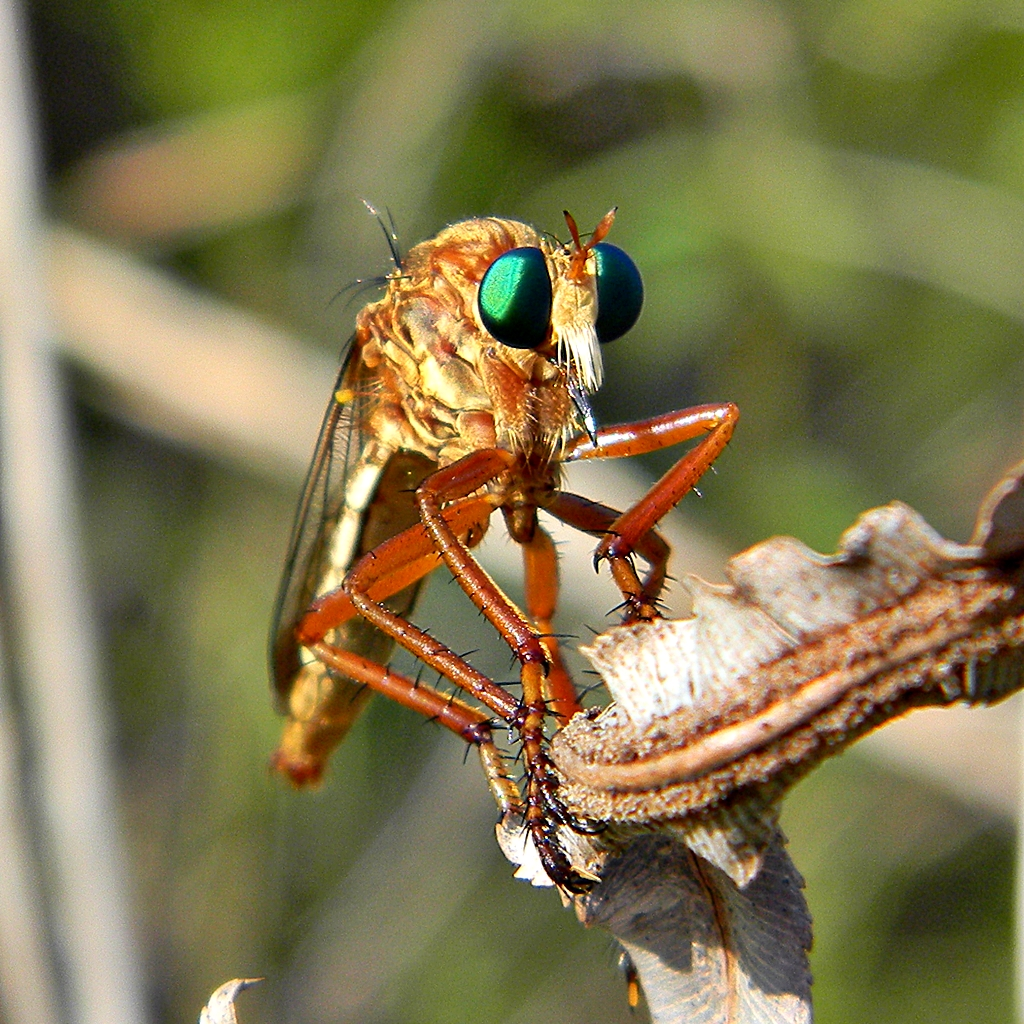

## Dottertaxa tillDiogmites, i alfabetisk ordning[1]
- Diogmites aberans
- Diogmites affinis
- Diogmites alivesi
- Diogmites amethistinus
- Diogmites angustipennis
- Diogmites anomalus
- Diogmites atriapex
- Diogmites aureolus
- Diogmites basalis
- Diogmites bellardi
- Diogmites bicolor
- Diogmites bifasciatus
- Diogmites bilobatus
- Diogmites bimaculatus
- Diogmites bromleyi
- Diogmites brunneus
- Diogmites castaneus
- Diogmites coffeatus
- Diogmites coloradensis
- Diogmites contortus
- Diogmites craveri
- Diogmites crudelis
- Diogmites cuantlensis
- Diogmites discolor
- Diogmites dubius
- Diogmites duillius
- Diogmites esuriens
- Diogmites fasciatus
- Diogmites ferrugineus
- Diogmites fragilis
- Diogmites goniostigma
- Diogmites herennius
- Diogmites heydenii
- Diogmites imitator
- Diogmites inclusus
- Diogmites intactus
- Diogmites jalapensis
- Diogmites lindigii
- Diogmites lineola
- Diogmites litoralis
- Diogmites maculatus
- Diogmites memnon
- Diogmites misellus
- Diogmites missouriensis
- Diogmites neoternatus
- Diogmites nigripennis
- Diogmites nigripes
- Diogmites nigritarsis
- Diogmites notatus
- Diogmites obscurus
- Diogmites perplexus
- Diogmites platypterus
- Diogmites pritchardi
- Diogmites properans
- Diogmites pseudoialapennsis
- Diogmites reficulatus
- Diogmites rubescens
- Diogmites rufibasis
- Diogmites sallei
- Diogmites salutans
- Diogmites superbus
- Diogmites tau
- Diogmites teresita
- Diogmites ternatus
- Diogmites texanus
- Diogmites tricolor
- Diogmites unicolor
- Diogmites winthemi
- Diogmites virescens
- Diogmites vulgaris
- Diogmites wygodzinskyi